# Ikigami, préavis de mort
Pour plus de détails, voir Fiche technique et Distribution.
Ikigami, préavis de mort (イキガミ, Ikigami) est une adaptation cinématographique des tomes 1 et 3 d'Ikigami, le manga de Motorō Mase.

## Synopsis
Après la défaite, le Japon a instauré une loi pour réapprendre aux citoyens à vivre : la "Loi de Prospérité nationale". Cette loi stipule que tous les enfants qui entrent à l'école primaire doivent être vaccinés. Ce vaccin inocule une substance capable d'entrainer la mort à une date et heure précise programmée. Un jeune sur mille entre 18 et 24 ans est concerné. Kengo Fujimoto, fonctionnaire, est chargé de délivrer ce préavis de décès aux familles, appelé Ikigami... L'« élu » a 24 heures pour se préparer. Kengo, constatant les dégâts provoqués par cette loi, se pose des questions sur sa légitimité…

## Fiche technique
- Titre français : Ikigami, préavis de mort
- Titre original : イキガミ (Ikigami)
- Réalisation : Tomoyuki Takimoto
- Scénario : Motorō Mase, Akimitsu Sasaki, Tomoyuki Takimoto, Hiroyuki Yatsu d’après le manga Ikigami de Motorō Mase
- Musique : Hibiki Inamoto
- Producteurs : Akimitsu Sasaki, Kazuya Hamana
- Distributeur :  Toho Company •  Tokyo Broadcasting System (TBS) (2009) •  Kaze Film
- Photo : Takahide Shibanushi
- Montage : Nobuyuki Takahashi
- Directeur artistique : Kyōko Yauchi
- Casting : Mitsuyo Ishigaki
- Format : 1,85 : 1
- Langue : Japonais
- Genres : Science-fiction, anticipation, drame
- Durée : 133 minutes
- Pays :  Japon
- Dates de sortie : 
  - France : 20 janvier 2010
  - Japon : 27 septembre 2008
  - Hong Kong : 4 décembre 2008

## Distribution
| - Shōta Matsuda : Kengo Fujimoto - Kōji Tsukamoto : Hidekazu Morio - Riko Narumi : Sakura Iizuka - Takayuki Yamada : Satoshi Iizuka - Akira Emoto : Counselor - Jun Fubuki : Kazuko Takazawa - Hitori Gekidan : Shimada - Haruka Igawa : Dr. Kondo - Yuta Kanai : Tsubasa Tanabe - Kazuma Sano (VF : Arnaud Laurent) : Naoki Takazawa - Takashi Sasano : Directeur Ishii - Sansei Shiomi : Nobutoshi Takazawa | Par ordre alphabétique : - Ryōhei Abe - Iseki Chin - Denden - Noriko Eguchi - Miyako Hamami - Jyubei Ikeguchi - Hibiki Iwahana - Michiko Iwahashi - Shintarō Kawaguchi - Shinji Matsubayashi - Ryota Miura - Koko Mori - Yūki Nakao - Tarō Suwa - Yuto Suzuki - Kazue Tsunogae - Meikyō Yamada |

## Récompenses
- Awards of the Japanese Academy 2009, Meilleur espoir masculin : Shōta Matsuda.
- Nikkan Sports Film Awards 2008, Prix Ishihara Yujiro Jeune acteur : Shōta Matsuda (aussi pour Hana yori dango: Fainaru (2008)).